# Noferkaré (Nebkaré)
II. Noferkaré az ókori Egyiptom egyik uralkodója. Neve a Zavijet el-Arjan melletti északi, befejezetlen lépcsős piramisból került elő, amikor Barsanti a sírkamrában elbontott néhány kváderkövet. A piros tintával a kövekre írt folyóírásos jellegű, leegyszerűsített hieroglifák tág értelmezési lehetőségeket hagynak, lehet Nebka vagy Nebkaré olvasat is néhány darabon. Ezeken kívül Neferkaré létezése más leletekkel nem megtámogatható. Manethón királylistájában azonban a III. dinasztiabeli Neferkherész eléggé hasonlít e névhez ahhoz, hogy azonosságot tehessünk fel. Mások, például Jürgen von Beckerath a II. dinasztiához sorolják, de az is lehetséges, hogy az első átmeneti kor elején, a VII. dinasztia tagjaként uralkodott.

## A piramis
Zavijet el-Arjan mellett összesen három piramisrom látható, amelyek mind befejezetlen épületek. Ezek közül az északiból került elő Neferkaré neve. Ez egy 120×120 méteres alapra tervezett sírhely, amelyből azonban még a sírkamra sem készült el. Az építkezés leállt akkor, amikor elkészült egy 8,5 méter széles, 110 méter hosszú és 25 méter mély gödör. Ez lett volna a sírkamrához vezető lejtős folyosó, a végén a sírkamrával. Már a helyére került egy különleges, ellipszis alakú szarkofág is. A jelek szerint temetkezés nem történt, a halotti kelengyés kamrák és a hozzájuk vezető folyosók építéséhez még hozzá sem kezdtek. Ezzel szemben néhány sarokkő és kváderréteg a felépítményből már a helyére került, innen tudható, hogy nagyjából Szehemhet tervei szerint kezdődött az építés. A piramis szerkezete az egyetlen adat, amelyből a piramis és Neferkaré a III. dinasztiába sorolható.